# Uwe Johnson

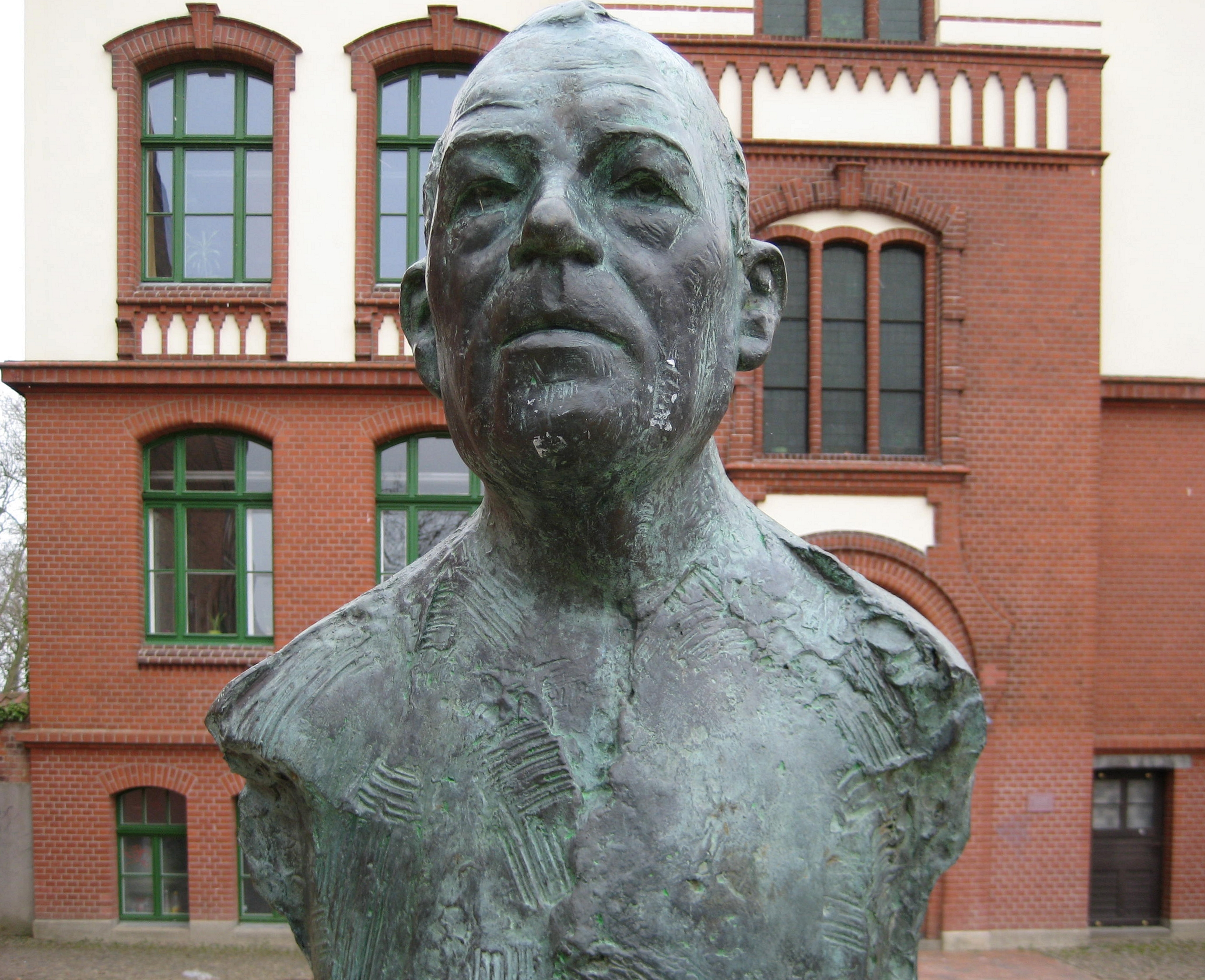
Uwe Johnsons Büste von Wieland Förster vor dem John-Brinckman-Gymnasium, Güstrow

Uwe Klaus Dietrich Johnson (* 20. Juli 1934 in Cammin in Pommern; † vermutlich in der Nacht vom 23. Februar auf den 24. Februar 1984 in Sheerness, England) war ein deutscher Schriftsteller. Er gehörte der Gruppe 47 an. In seinem Hauptwerk, dem vierbändigen Roman Jahrestage, formulierte er dem Kritiker Joachim Kaiser zufolge die „tröstliche Utopie“, dass „auch die rücksichtsloseste Diktatur nicht die Seelen ihrer Opfer zu beherrschen“ vermöge.

## Leben

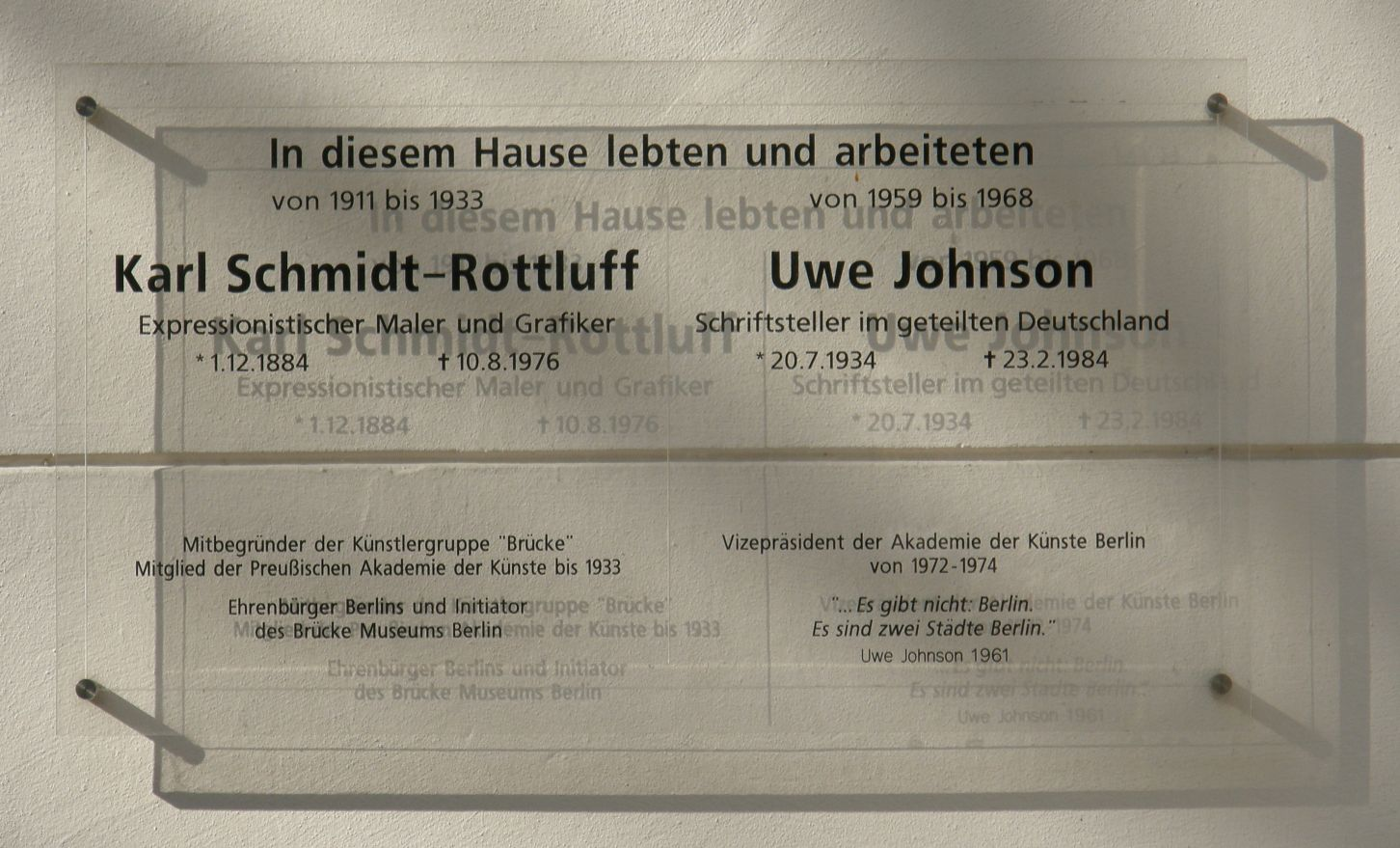
Gedenktafel am Haus Niedstraße 14 in Berlin-Friedenau

Uwe Johnson war der Sohn eines Diplom-Landwirts, der als Gutsverwalter tätig war und später Molkerei-Prüfungsbeamter beim Reichsnährstand wurde. Die Familie wohnte in Anklam, der Geburtsort Cammin in Pommern erklärt sich aus der dortigen Geburtsklinik. Johnson besuchte die 1. bis 4. Klasse der Cothenius-Schule in Anklam und kam dann „auf Grund einer allgemeinen Auswahl“ auf die Deutsche Heimschule in Kosten bei Posen, bis zu deren Auflösung im Januar 1945. Ende April 1945, als Anklam gegen die Rote Armee verteidigt werden sollte, wich die Familie bis 1946 zu Verwandten in Recknitz bei Güstrow aus. Die Sowjets verhafteten Johnsons Vater und hielten ihn im sowjetischen Speziallager Fünfeichen gefangen und deportierten ihn schließlich in die Sowjetunion, wo er 1947 starb. Die Mutter zog mit Uwe und seiner fünf Jahre jüngeren Schwester Elke nach Güstrow. Dort legte Johnson 1952 die Reifeprüfung an der John-Brinckman-Oberschule ab. In Güstrow war er von 1947 bis 1949 Mitglied des evangelischen Jugendkreises um Gerhard Bosinski, aus dem sich später die Junge Gemeinde entwickelte.
Von 1952 bis 1956 studierte Uwe Johnson Germanistik in Rostock und Leipzig mit dem offiziellen Ziel, Verlagslektor zu werden. Im Mai 1953 kam es zwischen Johnson und der FDJ- bzw. SED-Leitung der Universität Rostock zu heftigen Auseinandersetzungen, da sich Johnson auf einer sogenannten „Protestversammlung“ der Philosophischen Fakultät öffentlich für die Junge Gemeinde und für die in der Verfassung der DDR garantierten Rechte auf Meinungs- und Religionsfreiheit einsetzte. Zudem prangerte er die Praktiken des Ministeriums für Staatssicherheit an den Oberschulen an. Man relegierte Johnson zunächst, ließ ihn dann aber nach dem Aufstand des 17. Juni 1953 wieder zum Studium zu. Im Herbst 1954 wechselte Johnson an die Universität Leipzig, weil er bei Theodor Frings und Hans Mayer studieren wollte. 1956 schloss Johnson sein Studium als Diplom-Germanist mit einer Abschlussarbeit über Ernst Barlachs Romanfragment Der gestohlene Mond ab. Das einzige erhaltene Exemplar dieser Abschlussarbeit galt jahrzehntelang als verschollen, bis man es im Sommer 2024 entdeckte und im Rostocker Uwe-Johnson-Archiv erstmalig wieder der Öffentlichkeit zur Verfügung stellte.
Nach Abschluss des Studiums war Uwe Johnson arbeitslos und ohne Einkommen. Er hatte während des Studiums sein erstes Buch Ingrid Babendererde. Reifeprüfung 1953 fertig geschrieben, das aber keinen Verlag fand, und leistete nun unter anderem Honorararbeiten für die Akademie der Wissenschaften zu Berlin und für den Reclam-Verlag; dabei beteiligte der Nachwortschreiber und offizielle Autor, der Sprachwissenschaftler Manfred Bierwisch, Johnson unter der Hand an der Übersetzung des Nibelungenlieds und den damit verbundenen Einnahmen.
Nach der Flucht seiner Mutter 1956 nach West-Berlin blieb Johnson zunächst in der DDR, zog aber 1959 nach West-Berlin – im selben Jahr, in dem sein Debütroman Mutmassungen über Jakob im Suhrkamp Verlag erschien. Ingrid Babendererde hatte der Suhrkamp Verlag 1957 abgelehnt und veröffentlichte es erst 1985 aus dem Nachlass.
Im Oktober 1959 lernte er bei einer Tagung der Gruppe 47 auf Schloss Elmau die Schriftstellerin Ingeborg Bachmann kennen, für die er zu einem wichtigen Gesprächspartner wurde.
1962 hielt sich Uwe Johnson dank eines Villa-Massimo-Stipendiums in Rom auf. Noch im selben Jahr heiratete er seine nach dem Mauerbau aus der DDR geflüchtete Freundin Elisabeth Schmidt, die wenig später eine gemeinsame Tochter zur Welt brachte. Von 1964 bis 1983 unterhielt er einen freundschaftlichen, aber nicht reibungslosen Briefwechsel mit dem Schweizer Schriftsteller Max Frisch. Von 1966 bis 1968 lebte Johnson mit seiner Familie in New Yorks Upper Westside von Manhattan. Seine Adresse – Apartment 204, 243 Riverside Drive, New York, N.Y. 10025 – entspricht dabei der, an der er die Protagonistin seines Hauptwerks Jahrestage, Gesine Cresspahl, leben lassen wird – „eine in der Architektur fast europäische Strasse an der Westküste von Manhattan, mit Blick auf Parkbäume, Wiesen, Bodenschwünge und dahinter den Fluss Hudson so breit wie ein Binnensee in Mecklenburg“. Das erste Jahr über arbeitete er auf Vermittlung der Verlegerin Helen Wolff als Schulbuchlektor beim Verlag Harcourt, Brace & World. In dieser Zeit stellte er ein deutschsprachiges Lesebuch für die High School zusammen, das 1967 unter dem Titel Das neue Fenster erschien. Das zweite Jahr in Manhattan finanzierte ihm ein Stipendium der Rockefeller Foundation. In dieser Zeit arbeitete er an seinem Jahrestage-Roman und hatte hierzu ab 1968 autobiographische Gespräche mit Margret Boveri. Von 1967 bis zu ihrem Tod 1975 verband ihn eine freundschaftliche Beziehung mit der politischen Theoretikerin und Philosophin Hannah Arendt. Die Romanfigur „Gräfin Seydlitz“ trägt Züge Arendts. Arendt war mit dieser Namensgebung nicht einverstanden, da ihre jüdische Identität nicht deutlich werde.
Am 19. Februar 1967 zogen Mitglieder der zum Jahresanfang gegründeten Kommune I in seine West-Berliner Atelier- und Arbeitswohnung ein, die er neben seiner eigentlichen Wohnung in der Stierstraße 3 unterhielt und während seines Auslandsaufenthaltes an Ulrich Enzensberger untervermietet hatte. Er erfuhr davon erst aus der Zeitung. In der Wohnung wurde das „Pudding-Attentat“ auf US-Vizepräsident Hubert H. Humphrey geplant. Es flog auf, führte aber zu ausführlicher Medienberichterstattung. Auf Bitte Johnsons, der zu der Zeit nicht in Deutschland weilte, ließ sein Nachbar und Freund Günter Grass die Wohnung von der Polizei räumen.

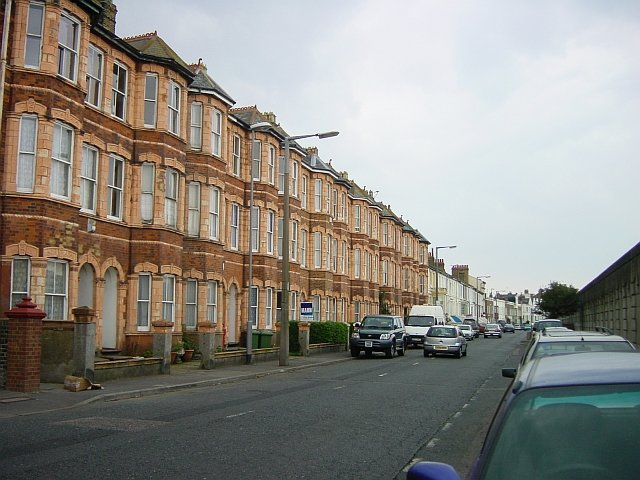
Marine Parade in Sheerness on Sea. In einem der weißen Häuser (Nr. 26) auf der linken Straßenseite im Hintergrund lebte Johnson von 1974 bis zu seinem Tod 1984.

Ab 1969 war Johnson Mitglied des P.E.N.-Zentrums der Bundesrepublik Deutschland und der Akademie der Künste in West-Berlin, deren Vizepräsident er 1972 wurde. 1970 erschien Band 1 der Jahrestage, das Hauptwerk Johnsons, an dem er bis ein Jahr vor seinem Tod arbeitete. In den darauffolgenden Jahren erschienen Band 2 (1971) und Band 3 (1973), Band 4 kündigte Johnson für das folgende Jahr an, konnte ihn nach einer schweren privaten und kreativen Krise aber erst zehn Jahre später, 1983, veröffentlichen. 1971 wurde er mit dem Georg-Büchner-Preis ausgezeichnet. Johnson lebte ab 1974 in Sheerness on Sea auf der Insel Sheppey an der Themse-Mündung in Kent, England. 1977 wurde er Mitglied der Deutschen Akademie für Sprache und Dichtung. 1978 trennte sich Elisabeth Johnson von ihrem Ehemann, der ihre frühe Liebesbeziehung mit dem Prager Mozart-Forscher Tomislav Volek, die sie im Rahmen eines Briefwechsels noch zu Anfang der Ehe unterhalten hatte, nicht verwinden konnte. Zudem war Johnson (irrtümlich) davon überzeugt, dass es sich bei dem Prager Liebhaber seiner Ehefrau um einen Geheimagenten der tschechischen oder DDR-Staatssicherheit handeln müsse. 1979 war Johnson der Dozent im Rahmen der Frankfurter Poetik-Vorlesungen; der Text seiner Vorlesung wurde 1980 unter dem Titel Begleitumstände veröffentlicht.
Aus Solidarität mit Franz Xaver Kroetz schloss sich Johnson 1983 dessen Austritt aus dem Verband deutscher Schriftsteller an. Nachdem Siegfried Unseld ihn Anfang Dezember 1982 daran erinnert hatte, dass durch die monatlichen Vorschusszahlungen des Verlages à 3000 Mark über die Jahre nun ein „Soll-Saldo“ von „DM 230 094,89“ aufgelaufen sei, schloss er im März 1983 endlich das Manuskript von Band 4 der Jahrestage ab; die ersten drei Bände waren schon 1970, 1971 und 1973 erschienen. Im Februar 1984 starb Uwe Johnson, vermutlich bedingt durch Alkoholismus und Medikamentenmissbrauch, in Sheerness an Herzversagen; er wurde 49 Jahre alt. Da das Todesdatum nicht genau feststeht, geht man unterschiedlichen Quellen zufolge davon aus, dass man seine Leiche erst 19 Tage oder drei Wochen nach seinem Tod fand. Für einen Skandal sorgte seinerzeit der Journalist Tilman Jens, der nach Johnsons Auffindung in dessen Haus einbrach, um dort Fotos zu machen und zu recherchieren.
Uwe Johnson ist auf dem Friedhof „Halfway Cemetery“ in dem Dorf Halfway Houses – südlich von Sheerness – begraben.

## Nachlass
Nach Johnsons Tod kam es zu einem Rechtsstreit über die Erbfolge – einschließlich des literarischen Nachlasses – zwischen Witwe und Tochter einerseits und dem Suhrkampverleger Siegfried Unseld andererseits. Das Verfahren gewann Unseld.
Drei Jahre lang konnte das Deutsche Literaturarchiv Marbach (DLA) Johnsons Autorenarchiv verwalten, das aus den Verlagen Suhrkamp und Insel stammte. Nachdem die Finanzierung einer endgültigen Übernahme durch das DLA im Jahr 2012 gescheitert war, erhielt die Universität Rostock die Bestände. Eigentümerin des Uwe Johnson-Archivs ist die Johannes und Annitta Fries Stiftung. Das Archiv steht der Berlin-Brandenburgischen Akademie der Wissenschaften für eine vollständige historisch-kritische „Rostocker Ausgabe“ der Werke, Schriften und Briefe Uwe Johnsons zur Verfügung. Die Digitalisierung des Nachlasses ist seit Ende 2017 mit einem Umfang von 155.000 Scans abgeschlossen. Der Nachlass selbst umfasst 77.500 Blatt.

## Zentrales Thema
Uwe Johnson wird oft als „Dichter beider Deutschland“ tituliert, was vor dem Hintergrund seiner persönlichen Lebensgeschichte im geteilten Deutschland naheliegend zu sein scheint, aber dennoch in die Irre führen kann. Denn selbst wenn sich „die Grenze“ als zentrales Thema durch Uwe Johnsons gesamtes Werk zieht, haben wir es hier „nicht mit der Gattung Grenzraumliteratur zu tun, sondern vielmehr mit Literatur, die ihre eigenen Grenzen als Sprach(kunst)werk in der zweiten Hälfte des 20. Jahrhunderts, das heißt im Bewusstsein ihrer historischen Situation, auslotet“. Man lotet diese Grenzen auch vor dem Hintergrund eines grundsätzlichen Zweifelns an der traditionellen Romanform aus, die den Autor einmal auf die Frage, ob es immer noch möglich sei, in dieser zu schreiben, antworten ließ: „Ich bin sicher, es gibt Geschichten, die man so einfach erzählen kann, wie sie zu sein scheinen. Ich kenne keine.“ Bemerkenswert ist zudem Johnsons Eigenart, den Protagonisten seiner Romane ein Fortleben in nachfolgenden Erzählprojekten zu sichern – und damit zugleich den „Motor seiner literarischen Produktivität am Laufen“ zu halten.

## Stil
Uwe Johnsons Stil kennzeichnet unter anderem die Relativierung des auktorialen Erzählers sowie eine parataktische Reihung von Hauptsätzen. Charakteristisch ist auch eine Polyphonie der Stimmen, etwa in dänischen und englischen Einsprengseln im Roman Jahrestage. Eine besondere Rolle in Johnsons Werk spielt die niederdeutsche Sprache. Auffallend ist zudem im Roman Jahrestage der umfangreiche Einsatz von Zitaten aus der New York Times, was die unmittelbare Gegenwart der Gesine Cresspahl spiegelt, die, mit ihrer Tochter Marie in Manhattan lebend, dieser die Geschichte ihrer Vorfahren erzählt („für wenn ich tot bin“). Sprachliche Präzision und Genauigkeit der Beschreibung ergänzen Johnsons feiner Humor, seine leise Ironie, die ihn etwa bei der Analyse einer entscheidenden Szene von Goethes Die Wahlverwandtschaften schreiben lässt: „Nachdem die Dame an Bord gegangen ist, lässt ein Komma sie innehalten.“

## Auszeichnungen und weitere Ehrungen

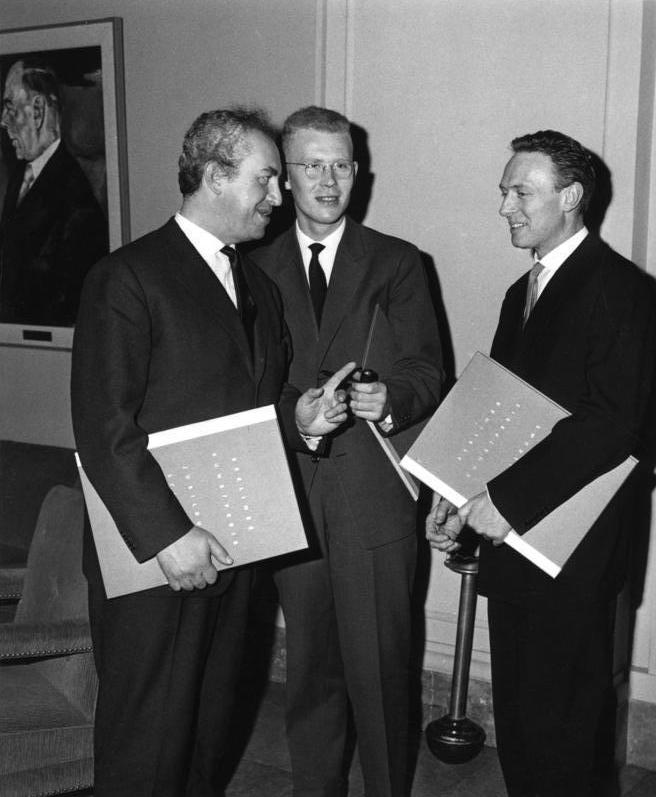
Uwe Johnson (Mitte) bei der Verleihung des Fontane-Preises 1960

- 1960: Fontane-Preis für Mutmassungen über Jakob
- 1962: Prix International de la Littérature
- 1967: Ernennung zum Knight of Mark Twain durch den Mark Twain Circle of America
- 1971: Georg-Büchner-Preis
- 1975: Wilhelm-Raabe-Preis der Stadt Braunschweig
- 1978: Thomas-Mann-Preis der Hansestadt Lübeck
- 1983: Heinrich-Böll-Preis der Stadt Köln
- Zu Ehren Uwe Johnsons wird in Neubrandenburg der Uwe-Johnson-Preis verliehen.
- Auf Beschluss des Leipziger Stadtrats[25] erhielt 2011 eine neue Straße im Ortsteil Probstheida den Namen Johnsonweg.
- An seinem Schul- und Schaffensort Güstrow bekam 1994 die öffentliche Bibliothek den Namen Uwe-Johnson-Bibliothek; dort befindet sich seit 2013 die umfangreiche Fotosammlung des Schulfreundes Heinz Lehmbecker zu Johnson.
- 2006 wurde in Klütz das Literaturhaus „Uwe Johnson“ eröffnet.

## Werke

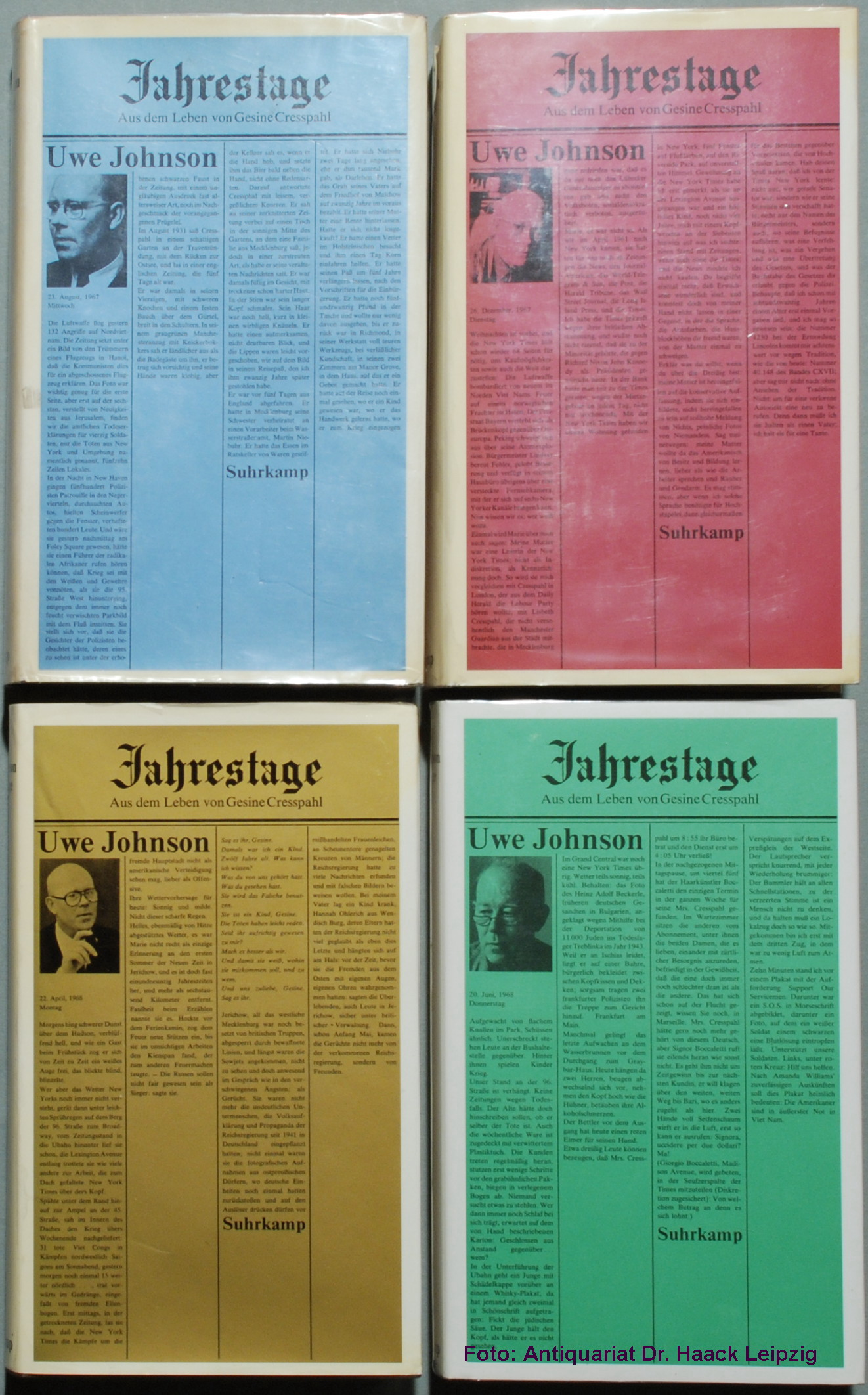
Johnson, die vier Bände der Jahrestage

- Mutmassungen über Jakob. Suhrkamp, Frankfurt am Main 1959, ISBN 3-518-01723-3.
- Das dritte Buch über Achim. Suhrkamp, Frankfurt am Main 1961, ISBN 3-518-11819-6.
- Karsch, und andere Prosa. Suhrkamp, Frankfurt am Main 1964, ISBN 3-518-38253-5.
- Zwei Ansichten. Suhrkamp, Frankfurt am Main 1965, ISBN 3-518-38683-2.
- Jahrestage. Aus dem Leben von Gesine Cresspahl. 4 Bände, Suhrkamp, Frankfurt am Main 1970, 1971, 1973, 1983; Neuausgabe 2013, ISBN 978-3-518-46455-7.
- Eine Reise nach Klagenfurt. Suhrkamp, Frankfurt am Main 1974, ISBN 3-518-36735-8.
- Berliner Sachen. Aufsätze. Suhrkamp, Frankfurt am Main 1975, ISBN 3-518-36749-8.
- Ein Schiff. In: Jürgen Habermas (Hrsg.): Stichworte zur ›Geistigen Situation der Zeit‹. Suhrkamp, Frankfurt am Main 1979, ISBN 3-518-11000-4 (edition suhrkamp 1000).
- Ein unergründliches Schiff. In: Merkur, Band 33. Klett-Cotta, Stuttgart 1979.
- Begleitumstände. Frankfurter Vorlesungen. Suhrkamp, Frankfurt am Main 1980, ISBN 3-518-11019-5; Neuausgabe 2003, ISBN 3-518-12426-9.
- Skizze eines Verunglückten. Suhrkamp, Frankfurt am Main 1982, ISBN 3-518-01785-3 (Bibliothek Suhrkamp 785); Neuausgabe 2016, ISBN 978-3-518-24041-0.
- Ingrid Babendererde. Reifeprüfung 1953. Suhrkamp, Frankfurt am Main 1985, ISBN 3-518-11817-X.
- Der 5. Kanal. Suhrkamp, Frankfurt am Main 1987, ISBN 3-518-11336-4.
- Versuch einen Vater zu finden / Marthas Ferien. Text und Tonkassette (vom Autor 1975 und 1978 gelesen). Suhrkamp, Frankfurt am Main 1988, ISBN 3-518-11416-6.
- Entwöhnung von einem Arbeitsplatz. Klausuren und frühe Prosatexte, herausgegeben von Bernd Neumann. Suhrkamp, Frankfurt am Main 1992, ISBN 3-518-40337-0.
- „Wo ist der Erzähler auffindbar“. Gutachten für Verlage 1956–1958, herausgegeben von Bernd Neumann. Suhrkamp, Frankfurt am Main 1992, ISBN 3-518-40336-2.
- Wohin ich in Wahrheit gehöre. Ein Johnson Lesebuch, mit einem Nachwort versehen von Siegfried Unseld. Suhrkamp, Frankfurt am Main 1994, ISBN 3-518-40639-6.
- Inselgeschichten. Herausgegeben von Eberhard Fahlke, Suhrkamp, Frankfurt am Main 1995, ISBN 3-518-40523-3.
- Heute Neunzig Jahr. Aus dem Nachlass herausgegeben von Norbert Mecklenburg. Suhrkamp, Frankfurt am Main 1996, ISBN 3-518-40759-7.
- Mecklenburg. Zwei Ansichten. Mit Fotografien von Heinz Lehmbäcker und Texten von Uwe Johnson. Insel, Frankfurt am Main 2004, ISBN 3-458-17045-6.
- „Sofort einsetzendes Geselliges Beisammensein“. Rechenschaft über zwei Reisen. Transit, Frankfurt am Main 2004, ISBN 3-88747-198-9.
- Ich wollte keine Frage ausgelassen haben. Gespräche mit Fluchthelfern. Herausgegeben von Burkhart Veigel. Suhrkamp, Berlin 2010, ISBN 978-3-518-42151-2.

Briefwechsel
- Hannah Arendt – Uwe Johnson: Der Briefwechsel 1967–1975, hrsg. von Eberhard Fahlke und Thomas Wild. Suhrkamp, Frankfurt am Main 2004, ISBN 3-518-41595-6.
- Max Frisch – Uwe Johnson: Der Briefwechsel 1964–1983. Hrsg. v. Eberhard Fahlke. Suhrkamp, Frankfurt am Main 1999, ISBN 3-518-40960-3; als Taschenbuch ebd. 2001, ISBN 978-3-518-39735-0.
- Leaving Leipsic next week. Briefwechsel zwischen Jochen Ziem und Uwe Johnson. Transit, Berlin 2002, ISBN 3-88747-175-X.
- Uwe Johnson und Walter Kempowski: Kaum beweisbare Ähnlichkeiten. Der Briefwechsel. Transit, Berlin 2006, ISBN 978-3-88747-214-6.
- Liebes Fritzchen, lieber Groß-Uwe. Uwe Johnson – Fritz J. Raddatz. Der Briefwechsel. Suhrkamp, Frankfurt am Main 2006, ISBN 3-518-41839-4.
- Uwe Johnson, Anna Grass und Günter Grass: Der Briefwechsel. Herausgegeben von Arno Barnert. Suhrkamp, Frankfurt am Main 2007, ISBN 978-3-518-41935-9.

Übersetzungen
- Von dem Fischer un syner Fru. Ein Märchen von Philipp Otto Runge mit sieben kolorierten Bildern von Marcus Behmer. Mit einer Nacherzählung und einem Nachwort von Uwe Johnson. Insel, Frankfurt am Main 1976, ISBN 3-458-19075-9 (Insel-Bücherei 315).
- Herman Melville: Israel Potter, übersetzt von Uwe Johnson. Insel, Frankfurt am Main 2002, ISBN 3-458-34536-1.
- Das Nibelungenlied. In Prosa übertragen von Uwe Johnson und Manfred Bierwisch. Insel, Frankfurt am Main 2006, ISBN 3-458-34833-6.

Herausgeberschaft
- Das neue Fenster. Selections from contemporary German literature. New York u. a.: Harcourt, Brace & World 1967.
- Max Frisch: Stichworte. Suhrkamp, Frankfurt am Main 1975; als Taschenbuch 1985, ISBN 3-518-37708-6.
- mit Hans Mayer: Das Werk von Samuel Beckett. Berliner Colloquium. Suhrkamp, Frankfurt am Main 1975, ISBN 3-518-06725-7 (st 225).
- mit Elisabeth Johnson: Verzweigungen. Eine Autobiographie. München 1977; Suhrkamp, Frankfurt am Main 1996, ISBN 3-518-39076-7 (Autobiographie der Journalistin Margret Boveri).

## Werkausgabe
Die auf 22 Bände in 43 Teilbänden angelegte Werkausgabe erscheint im Suhrkamp-Verlag und trägt die Bezeichnung Rostocker Ausgabe. Die Werkausgabe ist als historisch-kritische Ausgabe angelegt mit den Abteilungen Werke, Schriften und Briefe. Auf der Basis des Uwe Johnson-Archivs, das als Depositum der Johannes und Annitta Fries Stiftung an der Universität Rostock besteht, und eine auf 24 Jahre angelegte Forschungsstelle bearbeitet, erscheint die Werkausgabe als Akademienvorhaben der Berlin-Brandenburgischen Akademie der Wissenschaften an der Universität Rostock. Herausgeber sind Holger Helbig und Ulrich Fries unter der Mitwirkung von Katja Leuchtenburger. Die Werkausgabe ist als Buch und in zeitversetzter Form im Internet geplant. Die digitale Präsentation zielt auf historisch-kritische Vollständigkeit bei höchstem wissenschaftlichen Anspruch und soll maximale Fexibilität für die Leser bieten.
Neben den Ausgaben als gedrucktes Buch ist jeweils eine frei zugängliche digitale Ausgabe vorgesehen, die man zeitversetzt freischalten will. Dabei sollen nicht nur die verschiedenen Textfassungen der Werke, sämtliche zum jeweiligen Werk gehörenden Materialien wie Briefe vollständig digitalisiert und verlinkt sowie auch Links zu Film- und Tondokumenten, sondern auch Verlinkungen zu anderen Werken, in denen dieselben Personen vorkommen, vorgesehen werden.
Die „Jahrestage“ waren für 2024 geplant; dies ist nicht realisiert worden. Die nächsten Bände der Werkausgabe sollten Karsch und andere Prosa, Briefwechsel mit den Leipziger Freunden, Zwei Ansichten und Berliner Sachen sein.
Erschienen sind:
- Mutmassungen über Jakob. Werkausgabe Band 2, herausgegeben von Astrid Köhler, Robert Gillett, Cornelia Bögel und Katja Leuchtenberger. Suhrkamp, Berlin 2017, ISBN 978-3-518-42702-6. Die digitale Ausgabe wird im Herbst 2020 freigeschaltet.[28]
- Das dritte Buch über Achim. Rostocker Ausgabe. Historisch-kritische Ausgabe der Schriften und Briefe Uwe Johnsons. 22 Bände in 43 Teilbänden. Ein Akademievorhaben der Berlin-Brandenburgischen Akademie der Wissenschaften. Herausgegeben von Holger Helbich, Ulrich Fries und Katja Leuchtenberger. Erste Abteilung: Werke. Band 3. Herausgegeben von Katja Leuchtenberger und Friederike Schneider. Suhrkamp, Berlin 2019, ISBN 978-3-518-42703-3
- Karsch, und andere Prosa, Werkausgabe Band 4, herausgegeben von Yvonne Dudzik und Christian Riedel. Unter Mitarbeit von Nina Pilz. Suhrkamp, Berlin 2021, ISBN 978-3-518-42704-0
- Zwei Ansichten, Werkausgabe Band 5, herausgegeben von Yvonne Dudzik, Katja Leuchtenberger und Greg Bond. Suhrkamp, Berlin 2021, ISBN 978-3-518-42705-7.
- Der 5. Kanal, Werkausgabe Abteilung Schriften: Band 2, herausgegeben von Yvonne Dudzik, Andy Räder und Denise Naue, Suhrkamp, Berlin 2024, ISBN 978-3-518-42716-3

## Literaturhaus

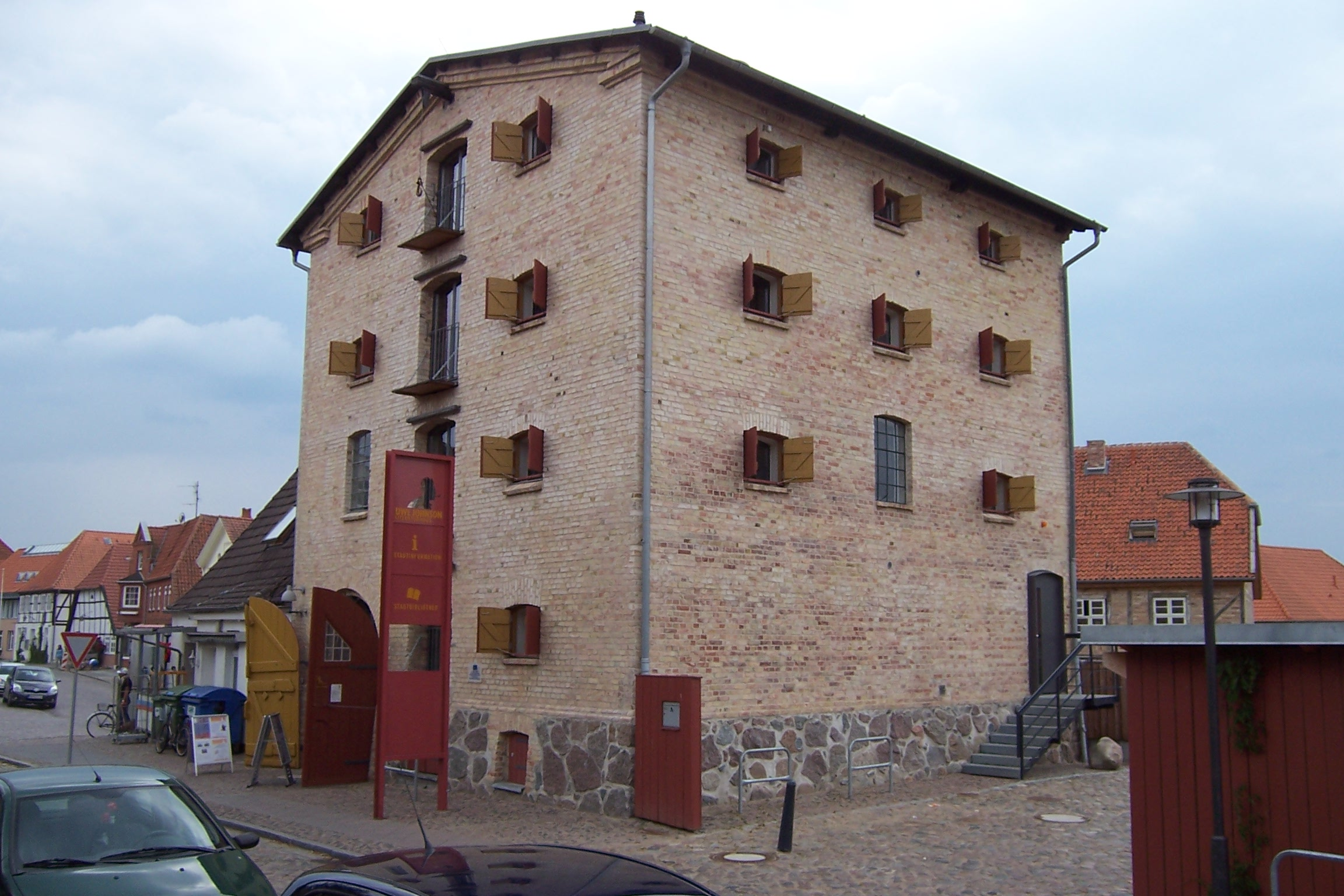
Literaturhaus Uwe Johnson in Klütz